# Hueyapan de Ocampo (kommun)
Hueyapan de Ocampo är en kommun i Mexiko.   Den ligger i delstaten Veracruz, i den sydöstra delen av landet, 400 km öster om huvudstaden Mexico City.
Följande samhällen finns i Hueyapan de Ocampo:
- Hueyapan de Ocampo
- Los Mangos
- El Aguacate
- Loma de Sogotegoyo
- Norma
- La Gloria
- Loma de los Ingleses
- Loma de la Palma
- Santa Rosa Cintepec
- Cerro de Castro
- Samaria
- Loma de Oro
- El Chamizal
- Palo Blanco
- Francisco I. Madero
- El Palmar
- Loma del Tigre
- La Palma
- La Perla de Hueyapan
- Coyolito
- Emiliano Zapata
- Ozuluama
- La Nueva Esperanza
- El Porvenir
- Ejido Horno de Cal
- Veinte de Noviembre
- La Nueva Esperanza
- Alto Lucero
- Nacaxtlito